# Brenda Starr (1989)
Brenda Starr ist ein US-amerikanischer Abenteuerfilm aus dem Jahr 1989 des Regisseurs Robert Ellis Miller. Der Film basiert auf der Comicserie Brenda Starr von Dale Messick.

## Handlung
In ihrer fiktiven Welt ist Brenda Starr eine Ass-Reporterin für den New York Flash. Sie ist talentiert, furchtlos und klug. Die einzige Konkurrenz, die sie hat, ist Libby Lipscomb, die Top-Reporterin der Konkurrenzzeitung.
Brenda begibt sich in den Amazonas-Dschungel, um einen Wissenschaftler mit einer geheimen Formel zu finden, der aus normalem Wasser billigen und leistungsstarken Kraftstoff erzeugt.  Dort muss sie die Formel ihrer Konkurrenz und ausländischen Spionen stehlen.

## Produktion
1981 wurde berichtet, dass Deborah Harry in einer Filmversion des Comics mit George Hamilton als Basil St. John die Hauptrolle spielen werde.
1984 erhielt eine kleine Produktionsfirma namens Tomorrow Entertainment – unter Myron Hyman – das Recht, einen Film über Brenda Starr zu drehen. Die Idee war, einen Low-Budget-Film zu machen, der ein qualitativ hochwertiger Fernsehfilm sein könnte. Tomorrow Entertainment beauftragte James Buchanan und Noreen Stone mit dem Schreiben eines Drehbuchs.

## Kritik
„[…] Geistig auf bescheidenem Comic-Niveau, ist der Film auch inszenatorisch und schauspielerisch matt und bietet nur überwiegend langweilige Unterhaltung.“

Pamela Bruce kritisierte in The Austin Chronicle Brenda Starr sehr: „Nachdem sie fünf Jahre lang Staub gesammelt hatte, entschied ein Studio-Manager, dass es einfach nicht genug Dreck auf der Welt gibt, und beschloss, Brenda Starr auf uns arme, ahnungslose Sterbliche loszulassen.“